# Монаке (Латина)
Монаке је насеље у Италији у округу Латина, региону Лацио.
Према процени из 2011. у насељу је живело 31 становника. Насеље се налази на надморској висини од 225 м.